# Punctum
Punctum är ett begrepp som används inom fotografi, och myntades av den franske författaren, litteraturforskaren och semiotikern Roland Barthes. I sin sista bok La chambre claire (svenska Det ljusa rummet) talar han om punctum och dess motsats studium som två sätt att uppleva bilder.
I sin bok ägnar Barthes femtio sidor med bildexempel för att reda ut punctum och dess motpol studium. Han beskriver punctum som känslan av att någonting i bilden attackerar medvetandet, och skjuter pilar genom den annars släta bildytan.
Det är elementet som sticker ut, och rycker tag i betraktaren. Det handlar ofta om en liten detalj i bilden som fångar intresset, väcker känslor och pockar i minnet långt efter att blicken lämnat bilden i fråga.
Det intressanta med Barthes upptäckt är att han som analytiker påstår att punctum inte kan påträffas genom en särskild analys. Punctum är inte en del av bilden, utan en upplevelse som föds i betraktarens medvetande, högst subjektiv och personlig. Det finns bilder som anses särskilt starka och väcker punctum hos flera människor, men enligt Barthes teori ligger punctum helt utanför fotografens kontroll och skapas efter betraktarens egen världsbild och tidigare upplevelser och erfarenheter.
Att finna ett punctum i en bild kan ske snabbt, men ofta krävs det en viss ansträngning hos betraktaren. Det är ofta svårt att sätta fingret på bildens punctum, och i betraktande stund är det svårt att bedöma. Det är först i efterhand, då insikten om vilken detalj som hänger kvar i tanken som begreppet klarnar och växer i styrka.
Punctum i en bild kan upplevas både positivt och negativt. Det kan vara en detalj som hänför betraktaren, som stärker bilden och gör den vacker. Likväl kan punctum verka i motsatt riktning. Det kan vara en störande faktor i en i övrigt vacker bild; en detalj som en felknäppt skjorta, ett ansiktsuttryck eller liknande som stör bildupplevelsen. Hur betraktaren än försöker ta in resten av bilden, leds blicken till samma störande detalj. Även det räknas som punctum.